# Municipio de Mason (Ohio)
El municipio de Mason (en inglés: Mason Township) es un municipio ubicado en el condado de Lawrence, Ohio, Estados Unidos. Según el censo de 2020, tiene una población de 974 habitantes.

## Geografía
El municipio de Mason se encuentra ubicado en las coordenadas 38°37′54″N 82°25′39″O / 38.63167, -82.42750 (38.631724, -82.427405). Según la Oficina del Censo de los Estados Unidos, el municipio tiene una superficie total de 102.68 km², de la cual 102,04 km² corresponden a tierra firme y (0,62 %) 0,64 km² es agua.

## Demografía
Según el censo de 2020, hay 974 personas residiendo en el municipio de Mason. La densidad de población es de 9,55 hab./km². El 97,2 % son blancos y el 2.4 % son de dos o más razas. Además, 3 habitantes se identificaron como de otra raza y 1 habitante como indígena. Del total de la población el 0,7 % son hispanos o latinos de cualquier raza.